# Vestana
Vestana è una frazione del comune italiano di Corniglio, in Provincia di Parma.
La frazione dista 2,14 km dal capoluogo, è divisa nelle località di Vestana Superiore, attualmente disabitata, e Inferiore.

## Geografia fisica
Vestana si trova sulla sinistra orografica del torrente Parma, a 759 m s.l.m.
Sorge sulle scoscese pendici del Monte Cervellino e del Monte Provenga.

## Storia
Il 9 ottobre del 995 Berardo figlio di Gherardo donò questo paese alla Canonica di Parma tentando di aiutare i suoi cari; questa è la prima menzione che abbiamo del borgo.
Nel 1327 venne citata una seconda volta perché acquistata da Ugolino de' Rossi perché venduta da un certo Manuello di Vallisnera, il quale aveva alcuni vassalli nel borgo. 
La terza citazione risale al 16 novembre 1490, data in cui in dei documenti Visconti vengono ricordati degli abitanti della frazione. 
Il 25 aprile dell'anno successivo Paolo Ventura, abitante della vicina Braia, vendette un feudo a due fratelli di Vestana.
In vari secoli si sono accertate delle riattivazioni del pauroso corpo di frana che quasi travolse i centri di Vestana e Braia. Nella riattivazione del 1700 per scongiurare l'arrivo della frana vicino a Braia fu posta una croce, che però fu rimpiazzata da una maestà.
Vestana seguì le sorti della vicina Braia, e rimasta fino al XVII secolo sotto giurisdizione parrocchiale di Corniglio ancor meno documenti possono essere rinvenuti.

## Monumenti e luoghi d'interesse

### Chiesa della Natività della Madonna
Nella famosa pergamena del 1230, che può accertare l'esistenza di varie altre chiese, non accenna l'esistenza di una di esse anche a Vestana, e possiamo dire che rimase così fino al 1622, quando venne costruita e adibita a parrocchia un nuovo edificio.
La facciata, intonacata, è divisa da partiture architettoniche in cinque moduli, i due laterali corrispondenti alle cappelle, leggermente più bassi rispetto ai tre centrali. Sopra il portale si apre una bifora. All'interno la chiesa si presenta a navata unica con volte a vela, mentre il presbiterio, rialzato tramite due gradini rispetto all'aula, è coperto da volta a botte unghiata. Lungo le pareti della navata si aprono due piccole cappelle per parte.
Al suo interno spicca una tela ottocentesca rappresentante la Natività della Madonna, racchiusa in una cornice barocca
.